# Hradčovice
Hradčovice – gmina w Czechach, w powiecie Uherské Hradiště, w kraju zlińskim. Według danych z dnia 1 stycznia 2012 liczyła 1016 mieszkańców.
Gmina dzieli się na dwie części:
- Hradčovice
- Lhotka